# Преадамиты

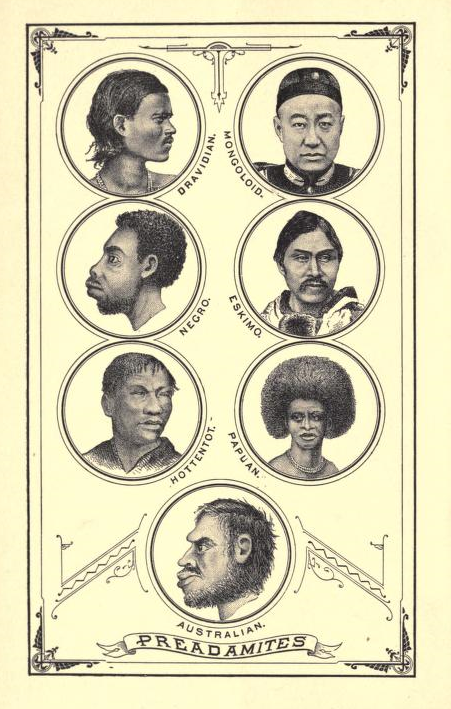
Преадамиты из книги Александра Уинчелла, 1888

Преадамитская гипотеза, преадамизм — богословские представления, согласно которым люди (или разумные, но нечеловеческие существа) существовали до библейского персонажа Адама, в противоположность общепринятому в авраамических религиях постулату, что Адам был первым человеком. Преадамитами называют как сторонников данной гипотезы, так и людей, по мнению последних, существовавших до Адама.

## Ранний период
Первый известный диспут о древности людей произошел в 170 году н. э. между христианином Феофилом Антиохийским и египетским язычником Аполлонием Египетским (вероятно, Аполлонием Дисколом), который утверждал, что миру 153 075 лет.
Библейский адамизм был отвергнут римским императором Юлианом Отступником, который вернулся к язычеству и принял идею сотворения множества пар первоначальных людей. Эти представления называются коадамизмом или множественным адамизмом.
Труд Аврелия Августина «О граде Божьем» содержит две главы, свидетельствующие о споре между христианами и язычниками о человеческом происхождении: в книге XII глава 10, озаглавленная «О ложности истории, что мир существует много тысяч лет», и в книге XVIII, глава 40 — «Гнусная ложь египтян, претендующая, что их мудрость существует 100 тысяч лет». Августин считал языческие идеи, касающиеся как истории мира, так и хронологии человеческого рода, несовместимыми с библейским повествованием о сотворении Бытия. Объяснение Августина соответствовало мнению большинства еврейских раввинов и христианских отцов церкви, которые обычно отвергали идеи о древности мира как мифы и басни.
Августин считал, что всё во вселенной было создано Богом одновременно, а не за семь буквальных дней. В первую очередь он отвергал идею вечного существования человечества.

## Средние века
В раннем исламе было распространено мнение, что люди являются преемниками других разумных существ, таких как джинны и хинны. Хотя представление о джиннах как о преадамитах было общепринятым, идея, что другие люди жили до Адама, вызывала споры. В середине IX века появилась идея, что Аллах создал нескольких Адамов, каждый из которых связан с эпохой, длящейся около 50 тысяч лет. Эта концепция считалась еретической, но была широко принята исмаилитами и некоторыми суфиями.
В книге «Набатейское сельское хозяйство», написанной или переведённой арабским писателем Ибн Вахшийей в 904 году, собраны тексты о деятельности и верованиях арабских групп, таких как набатеи, в защиту вавилонской культуры от ислама. В книге обсуждались идеи о том, что люди жили до Адама, утверждалось, что у него были родители и он пришел из Индии. Предполагалось, что Адам был отцом сельскохозяйственной культуры, а не всего человеческого рода.
Еврейский поэт Иегуда Галеви в сочинении «Китаб аль-Хазари», написанном между 1130 и 1140 годами, повествовует о диспуте, в ходе которого царь хазар задавал вопросы трём богословам, еврейскому раввину, христианину и мусульманину, что́ является истинной религией, и поднимал вопрос, что люди из Индии говорили, что у них имеются здания и другие древности, которым миллионы лет. Раввин ответил, что его вера непоколебима, поскольку у индийцев нет организованной религии и авторитетного и непротиворечивого священного писания. Раввин утверждал, что на эти заявления не следует обращать внимания. Затем в своей книге Галеви отверг утверждения набатеев, поскольку эти люди не знали об откровении и Писании. Также он отверг греческие теории вечной вселенной. В заключении Галеви утверждал, что Адам был первым человеком в этом мире, но оставлял открытыми другие возможности: «Если, в конце концов, верующий в Закон оказывается вынужденным признать вечную материю и существование многих миров до этого, такие мысли не помешали бы его вере в сотворение этого мира в определённое время и в Адама и Ноя как первых людей».
Идеи, отражённые в «Набатейском сельском хозяйстве», оспаривались также еврейским философом Маймонидом (1135—1204) в «Путеводителе растерянных». Он приписал эти концепции сабиям и утверждал, что это всего лишь легенды и мифы, которые отклоняются от монотеизма, хотя и опираются на еврейские источники: «Они считают Адама человеком, рождённым от мужчины и женщины, как и любые другие, но прославляют его и говорят, что он был пророком, посланником луны, призывавшим людей поклоняться луне, и есть его учение о том, как возделывать землю». Он отметил существование идеи, что Адам пришёл из Индии в Вавилон.

## Новое время
в 1578 году Джон Роджерс отметил наличие веры в существование людей до Адама у фамилистов, религиозной общины во Фрисландии.
В 1591 году Джордано Бруно утверждал, что, поскольку никто не может себе представить, что евреи и эфиопы имели общее происхождение, Бог должен был либо создать разных Адамов, либо африканцы были потомками преадамических рас.
Французскому милленаристу XVII века Исааку Ла Пейреру обычно приписывается формулировка доадамитской теории из-за его влияния на последующих мыслителей и движения. В своём «Prae-Adamitae», опубликованном на латыни в 1655 году, Ла Пейрер утверждал, что слова Павла в Послании к Римлянам 5:12-14 следует интерпретировать: «если Адам согрешил в нравственно значимом смысле, то должен был существовать адамовский закон, согласно которому он согрешил. Если закон начался с Адама, то до Адама должен был существовать беззаконный мир, в котором жили люди». Таким образом, согласно Ла Пейреру, должно было быть два творения; сначала сотворение язычников, а затем сотворение Адама, который стал праотцом евреев. Ла Пейрер утверждал, что существование преадамитов объясняет взятие Каином жены и строительство города после убийства Авеля согласно книге Бытия.
Ласло Тот в «Politica Hermetica» утверждает, что «официальной датой рождения расовой теории является 24 апреля 1684 года», когда Франсуа Бернье выделил четыре или пять рас в статье «Новое разделение Земли в соответствии с различными видами или расами людей, которые населяют его», опубликованные в «Journal des sçavans». Бернье опубликовал эту статью анонимно.

## Расизм
С XIX века идея поддерживается сторонниками превосходства «белых». Из преадамизма возник ряд расистских толкований первых глав книги Бытия. Некоторые преадамитские теоретики придерживались мнения, что Каин оставил свою семью ради низшего племени, которое называли «небелыми монголами», или что Каин взял жену из одного из низших преадамических народов.
В Европе XIX века преадамизм был интересен тем, кто стремился продемонстрировать неполноценность незападных народов, а в Соединённых Штатах он привлекал ориентировавшихся на расовые теории и относившихся с неприязнью к идее общей истории «белых» и «небелых».
Такие учёные, как Чарльз Колдуэлл, Джозайя Нотт и Сэмюэл Мортон, отвергли мнение, что небелые были потомками Адама. Мортон также занимался измерениями черепов. Как отмечает религиовед Майкл Баркун:

В такой интеллектуальной атмосфере преадамизм предстал в двух разных, но не совсем несовместимых формах. Религиозных писателей по-прежнему привлекала эта теория как потому, что она, казалось, решала определённые экзегетические проблемы (откуда взялась жена Каина?), так и возвышала духовный статус потомков Адама. Те, кто придерживался научных взглядов, нашли её столь же привлекательной, но по другим причинам, связанным со стремлением сформулировать теории расовых различий, которые сохранили бы место для Адама, принимая при этом доказательства того, что многие культуры были намного старше, чем те несколько тысяч лет, в течение которых существовало человечество согласно библейской хронологии. Эти две разновидности различались в первую очередь используемыми доказательствами: одна основывалась главным образом на текстах Священных Писаний, а вторая — на том, что в то время считалось физической антропологией.
Русский православный епископ Порфирий (Успенский) в дневнике за 1848 год, впоследствии изданном в сборнике мемуаров «Книга бытия моего», рассуждает о том, что негры являются «получеловеками», поскольку были созданы до Адама как переходная стадия от обезьяны к человеку.
В 1860 году Изабель Дункан написала книгу «Преадамический человек, или История нашей старой планеты и её обитателей, рассказанная Священным Писанием и наукой», пользовавшуюся популярностью среди геологов, поскольку эта работа комбинировала библейские события с наукой. Дункан предположила, что преадамиты являются нынешними ангелами. Поскольку они были безгрешны, ибо грех не вошёл в мир до тех пор, пока Адам не ослушался Бога, у них не было причин не быть хотя бы восхищенными на небеса для ожидания того, что произойдет со Вторым пришествием Христа. Дункан считала, что некоторые ангелы согрешили и упали с Небес, из-за чего стали демонами, что оставило на земле геологические шрамы. Ледниковые периоды, концепция которых была предложена Луи Агассисом, по мнению Дункан, свидетельствовали о таких событиях, проводя линию между доадамовой эпохой и современной эпохой, которая, по её предположению, началась около 6000 лет назад.
В 1867 году Бакнер Пейн, писавший под псевдонимом Ариэль, опубликовал брошюру под названием «Негр: каков его этнологический статус?». Он утверждал, что все сыновья Ноя были «белыми». Он ставил вопрос: если бы Всемирный потоп был всеобщим, то единственными выжившими после него должны были быть «белые», тогда откуда взялись «небелые»? Пейн писал, что негр — это доадамический полевой зверь (из порядка высших обезьян), который выжил на Ноевом ковчеге. По словам Пейна, преадамиты были отдельным биологическим видом, не имеющим бессмертных душ.
Ирландский юрист Доминик Мак-Косленд, библейский буквалист и антидарвинистский полемист, поддерживал теорию с целью подтвердить хронологию Моисея. Он считал, что китайцы произошли от Каина. «Кавказская» (европеоидная) раса, по его мнению, в конечном итоге истребит все другие расы. Он также считал, что только «кавказские» (европеоидные) потомки Адама способны создать цивилизацию, и пытался объяснить существование многочисленных не «кавказских» цивилизаций, приписывая их основание исчезнувшей «кавказской» расе, хамитам.
В 1875 году А. Лестер Хойл написал книгу «Преадамиты, или кто искушал Еву?», где утверждал, что было создано пять различных рас, но только пятая, «белая раса», праотцом которой был Адам, создана по образу и подобию Бога. Хойл также писал, что Каин был «ублюдочным отпрыском» Евы, соблазненной «привлекательным монголом», с которым у неё были неоднократные встречи. Этот автор заложил основу биотеологической идеологии превосходства «белой расы», согласно которой метисация считается «мерзостью».
Теистический эволюционист и геолог из Университета Вандербильта Александр Уинчелл в трактате 1878 года «Адамиты и преадамиты» смешивал эволюционистские идеи и преадамизм. Он поддерживал идею преадамического происхождения человеческого рода на том основании, что негры, по его мнению, были слишком низкими в расовом отношении, чтобы быть потомками библейского Адама. Уинчелл считал, что законы эволюции действуют по воле Бога.
В 1891 году Уильям Кэмпбелл под псевдонимом «Кавказоид» написал работу «Антропология для народа: опровержение теории адамического происхождения всех рас», согласно которой небелые народы не были потомками Адама и, следовательно, «не были братьями в любом смысле этого слова, но являются низшими творениями», и он также писал, что полигенизм был «единственной теорией, совместимой с Священным Писанием». Подобно Пейну, Кэмпбелл рассматривал библейский Всемирный потоп как наказание за смешанные браки между «белыми» (адамическими) и «небелыми» (доадамическими) народами: «это единственный союз, который мы можем предположить, осознанный и достаточный для объяснения развращения мира и последующего наказания».
В 1900 году Чарльз Кэрролл написал первую из двух своих книг о преадамизме: «Негр Зверь, или По образу Бога», в которой он стремился возродить идеи Пейна, описывая негра в буквальном смысле обезьяну, а не человека. Во второй книге, опубликованной в 1902 году, «Искуситель Евы», он выдвинул идею, что библейский змей на самом деле был чёрной женщиной, и утверждал, что смешение рас было величайшим из всех грехов. Кэрролл утверждал, что у преадамических рас, включая чернокожих, не было души. Он считал, что смешение рас было оскорбительно для Бога, потому что оно испортило Его расовый план творения. Кэрролл писал, что смешение рас привело к ошибочным идеям атеизма и эволюции.
В 1902 году шотландский миллениалист Джордж Дикисон написал «Мозаику свидетельств сотворения мира, раскрытых в книге Бытия и подтверждённых наукой». Автор смешивает науку с околонаучной интерпретацией книги Бытия и перечисляет геологические открытия, которые, по его мнению доказывают, что люди существовали до Адама, а Земля намного старше 6000 лет существования адамовой расы. Дикисон приветствовал научные открытия, основанные на окаменелостях, и использовал их как доказательства преадамизма.
Доктрина, известная как британский израилизм, развивавшаяся в Англии в XIX веке, также включала преадамистские взгляды, но они были уделом меньшинства. Преадамиты рассматривались как раса низших звероподобных существ, тогда как Адам был первым белым человеком и, следовательно, первым сыном Бога. Согласно этому учению, Сатана соблазнил Еву, в результате чего получилось «гибридное существо» Каин. Он бежал в Восточный Туркестан, чтобы основать колонию последователей, которые были полны решимости реализовать план дьявола по установлению господства над землей. В дальнейшем последователи этих идей отождествили евреев с хананеями, якобы потомками Каина, но эпонимом хананеев является не Каин, а Ханаан. Из этого следовало, что если народ Иудеи вступил в брак с потомками Каина, то евреи были и потомками Сатаны, и потомками разных небелых преадамических рас.
В Соединённых Штатах филосемитский британский израилизм трансформировался в антисемитское движение «идентичного христианства» и доктрину змеиного семени. Проповедник идентичного христианства Конрад Гаард писал, что змей был «полевым зверем», ставшим отцом Каина, и, поскольку Каин женился на женщине из преадамитов, его потомки были «ублюдками, гибридной расой».

## Другие направления
В 1863 году оккультист Паскаль Рэндольф под именем Гриффин Ли опубликовал книгу «Преадаимческий человек: демонстрация существования человеческой расы на Земле 100 000 тысяч лет назад!». В книге даётся наукообразный взгляд на преадамизм, опирающийся на данные лингвистики, антропологии, археологии, палеонтологии и древней истории. Будучи полигенистом, Рэндольф утверждал, что цвет кожи, особенно чёрный, не был результатом климата, а доказывал отдельное, преадамическое происхождение небелых рас.
Преадамитских теорий также придерживался ряд представителей христианского мейнстрима, такие как конгрегационалистский евангелист Рубен Торри (1856—1928), который придерживался теории разрыва. Торри считал возможным принять как идею эволюции, так и идею непогрешимости Библии, с преадамизмом в качестве связующего моста между религией и наукой.
Сторонником преадамизма был библеист Глисон Арчер-младший. В своей книге 1985 года «Обзор введения в Ветхий Завет» он писал, что древние виды людей, поскольку они жили до времени Адама, не участвовали в адамовом завете. Он оставлял открытым вопрос, были ли у этих доадамовых созданий души. Арчер утверждал, что только Адам и его потомки были наделены дыханием Бога и духовной природой, соответствующей самому Богу, и всё человечество после Адама является его потомками. О преадамических расах он писал: «Они могли быть уничтожены Богом по неизвестным причинам до сотворения прародителя нынешней человеческой расы».
Преамадистские идеи продвигали Кэтрин Кульман и Дерек Принс среди пятидесятников, Джон Стотт среди англикан и староземельный креационист Хью Росс.